# Darren Sammy
Darren Julius Garvey Sammy est un joueur de cricket saint-lucien né le 20 décembre 1983 à Micoud, international avec l'équipe des Indes occidentales. Cet all-rounder fait ses débuts avec l'équipe des îles Windward en 2003. Il dispute son premier match au format ODI avec les Indes occidentales en 2004, puis son premier test-match en 2007, devenant le premier joueur de Sainte-Lucie à représenter les Indes occidentales. En 2010, il succède à Chris Gayle au poste de capitaine de la sélection.

## Biographie
Darren Sammy naît le 20 décembre 1983 à Micoud. Il fait ses débuts avec les îles Windward début 2003 dans la Carib Beer Cup, la compétition de first-class cricket des Indes occidentales.
Après une saison de Carib Beer Cup où il est le quatrième marqueur de courses des îles Windward et le deuxième preneur de guichets, Sammy fait partie de la tournée des Indes occidentales en Angleterre en 2004. Il est sélectionné pour la première fois pour un match au format One-Day International (ODI) contre la Nouvelle-Zélande, mais le match est abandonné sans qu'un seul lancer soit joué à cause du mauvais temps. Il devient toutefois le premier Saint-lucien à évoluer au niveau international avec les Indes occidentales. Au début de sa carrière, il s'entraîne régulièrement avec les équipes de jeunes du Marylebone Cricket Club, à Londres, et y retourne même après ses débuts internationaux. Initialement non sélectionné pour le Trophée des champions de l'ICC 2004, en Angleterre, il remplace au dernier moment Jermaine Lawson, blessé.
Début 2007, il doit participer au voyage des Indes occidentales en Inde mais se blesse juste avant le départ. Il n'est pas non plus sélectionné pour la Coupe du monde 2007, organisée par les Indes occidentales.
La même année, il est appelé pour la tournée en Angleterre. Il y joue son premier test-match à Old Trafford lors de la troisième rencontre de la série de quatre. Dans la deuxième manche anglaise, il réalise une performance de 7/66. C'est la deuxième meilleure statistique obtenue par un lanceur des Indes occidentales lors de ses débuts à ce niveau, après les 8/102 d'Alf Valentine en 1950. Parmi les sept joueurs qu'il élimine, trois le sont en cinq lancers consécutifs.
Les Stanford Super Series, organisées à Antigua-et-Barbuda en 2008, se concluent par un match entre l'équipe d'Angleterre et les « Stanford Superstars », une sélection de joueurs caribéens, dans lequel les onze vainqueurs empochent chacun un million de dollars américains. Après avoir participé au camp d'entraînement des Superstars, Sammy ne fait pas partie du groupe mais il remplace finalement Dwayne Bravo, blessé, et participe au match, remporté par les Caribéens.
En 2009, il dispute le Championnat du monde de Twenty20 avec les Indes occidentales. En juillet, alors qu'il ne fait pas partie de l'équipe appelée à disputer des test-matchs contre le Bangladesh, la totalité des joueurs sélectionnés se met en grève, soutenue par l'association des joueurs des Indes occidentales (WIPA). La fédération, le West Indies Cricket Board (WICB), assemble une équipe au dernier moment avec les joueurs qui se rendent disponibles. Sammy est nommé vice-capitaine de Floyd Reifer. Il participe également au Trophée des champions 2009, le WICB refusant le retour grévistes. Lorsque ceux-ci sont à nouveau sélectionnés, pour la tournée en Australie fin 2009, Darren Sammy est l'un des anciens non-grévistes à faire partie du voyage. Début 2010, il enchaîne des performances au lancer de 5/26 et 4/26 contre le Zimbabwe dans un Twenty20 international et un ODI.
Peu avant la tournée des Indes occidentales au Sri Lanka fin 2010, Chris Gayle, capitaine de l'équipe, refuse de faire partie des joueurs sous contrat d'un an avec le WICB. Le contrat stipule qu'il doit être disponible à tout moment pour la sélection, et il désire être libre de participer à diverses ligues de Twenty20 de par le monde. Bien qu'il n'ait joué que quelques test-matchs dans sa carrière jusqu'alors, Sammy est nommé capitaine à la place de Gayle.

## Bilan sportif

### Principales équipes
|                    | Test cricket  | ODI           | Twenty20 |
| ------------------ | ------------- | ------------- | -------- |
| Indes occidentales | 2007 -        | 2004 -        | 2007 -   |
|                    | First-class   | List A        | Twenty20 |
| Îles Windward      | 2002 - 2003 - | 2003 - 2004 - |          |
| Sainte-Lucie       |               |               | 2006     |